# Hiéroglyphe égyptien B5
Le hiéroglyphe égyptien B5 (femme agenouillée allaitant) est classifié dans la section B « La Femme et ses occupations » de la liste de Gardiner ; cet hiéroglyphe y est noté B5.

## Représentation
Il représente une femme agenouillée, portant sur ses genoux un nourrisson qu'elle allaite en le tenant dans ses bras. 

## Utilisation
C'est un déterminatif du champ lexical de la nourrice.

## Exemples de mots
| mn · n · a | B5 |

| mn · n · a | B5 |

| A | T | i | i | t | B5 |

| A | T | i | i | t | B5 |

| A | T | B5 |

| A | T | B5 |